# HOT SHOT
《HOT SHOT》은 2011년부터 2013년까지 ETN에서 방송된 프로그램이다. 신인 그룹, 데뷔 예정 그룹, 잘 알려지지 않은 중고 가수들을 소개하는 프로그램이다.